# Сербал (планина)
Сербал је планина у јужном Синају. Око 2.070 метара висока, то је пета по висини планина у Египту. Она је саставни део нациналног парка Свете Катарине. Сматра се да је Сербал, брдо које се спомиње у Библији као Синајска гора.
На планини Сербал је било много пећина у гранитном камену претворених у келије (станове) које су насељавали монаси у ранохришћанским временима, постоје и трагови из IV века. Многобројни су натписи на стенама у подножју брда Сербал, и дуж путање до врха. Постоји место на путу које се зове Мокатеб, или долина писања.